# Souk Hamza
Souk Hamza  (en arabe : سوق حمزة), ou Ha'it Hamza, (en arabe : حائط حمزة) est probalement l'actuelle Bouira en Algérie. Elle a été fondée par Hamza ben al-Hasan ben Suleiman ben al-Hussein ben Ali ben al-Hasan ben Ali ben Abi Talib. Elle est mentionnée dans les écrits de plusieurs chroniqueurs et géographes, dont l'historien Ibn Hammad, natif de cette ville.